# Grand Prix d'Isbergues 1977
Il Grand Prix d'Isbergues 1977, trentunesima edizione della corsa, si svolse il 1º settembre 1977 su un percorso con partenza e arrivo a Isbergues. Fu vinto dall'olandese Joop Zoetemelk della Miko-Mercier-Hutchinson davanti al belga Eddy Merckx e allo svedese Sven-Ake Nilsson.

## Ordine d'arrivo (Top 10)
| Pos. | Corridore              | Squadra                 | Tempo |
| ---- | ---------------------- | ----------------------- | ----- |
| 1    | Joop Zoetemelk         | Miko-Mercier-Hutchinson |       |
| 2    | Eddy Merckx            | Fiat France             |       |
| 3    | Sven-Ake Nilsson       | Miko-Mercier-Hutchinson |       |
| 4    | Andre Chalmel          | Gitane-Campagnolo       |       |
| 5    | Willy Teirlinck        | Gitane-Campagnolo       |       |
| 6    | Dirk Baert             | Carlos-Gipiemme         |       |
| 7    | Jean-Luc Vandenbroucke | Peugeot-Esso-Michelin   |       |
| 8    | Frans Van Looy         | Maes Pils-Mini Flat     |       |
| 9    | Michel Laurent         | Peugeot-Esso-Michelin   |       |
| 10   | Bernard Hinault        | Gitane-Campagnolo       |       |